# Guanaca
 I Guanaca sono un gruppo etnico indigeno della Colombia, con una popolazione stimata di circa 723 persone. Questo gruppo etnico è per la maggior parte di fede animista.
Vivono nella regione di Tierradentro, nel dipartimento di Cauca. Le famiglie componenti questa etnia praticano tutte l'agricoltura.